# Kék agávé
A kék agávé (Agave tequilana) az agávéformák közé tartozó agávé nemzetség faja. A mexikói Jalisco állam fontos mezőgazdasági terménye, ugyanis a több földrészen is népszerű tequila alapanyaga. A növény tövének magas cukortartalma miatt különösen alkalmas alkoholos italok készítésére.

## Elterjedés, élőhely
A kék agávé Jaliscóban őshonos, de elterjedt még Sonora, Sinaloa, Michoacán és Oaxaca államokban is. A homokos talajt és az 1500 méternél magasabban fekvő termőhelyeket kedveli.

## Leírása
Pozsgás növény, levelei húsosak és hegyesek, magassága a két métert is elérheti. Nagyjából ötéves korában szárat növeszt (spanyolul: quiote), mely további öt métert is nőhet, és végül sárgán virágzik. A tövéért termesztett növényeknél ezt a szárat lemetszik, hogy a növény töve jobban fejlődjön.
A virágokat egy őshonos denevérfaj a Leptonycteris nivalis termékenyíti meg. A növény több ezer magot hoz, majd elpusztul. A szárakat általában már egy év után eltávolítják, majd ezekről szaporítanak újabb növényeket a learatottak helyére; e gyakorlat miatt a termesztett kék agávék génállománya kevés eltérést mutat.

## Felhasználása
Dísznövényként ritkán termesztik, de egy Bostoni üvegházban egy 50 éves, 10 méteres példány is élt, ami 2006-ban virágzott.

### A tequila készítése

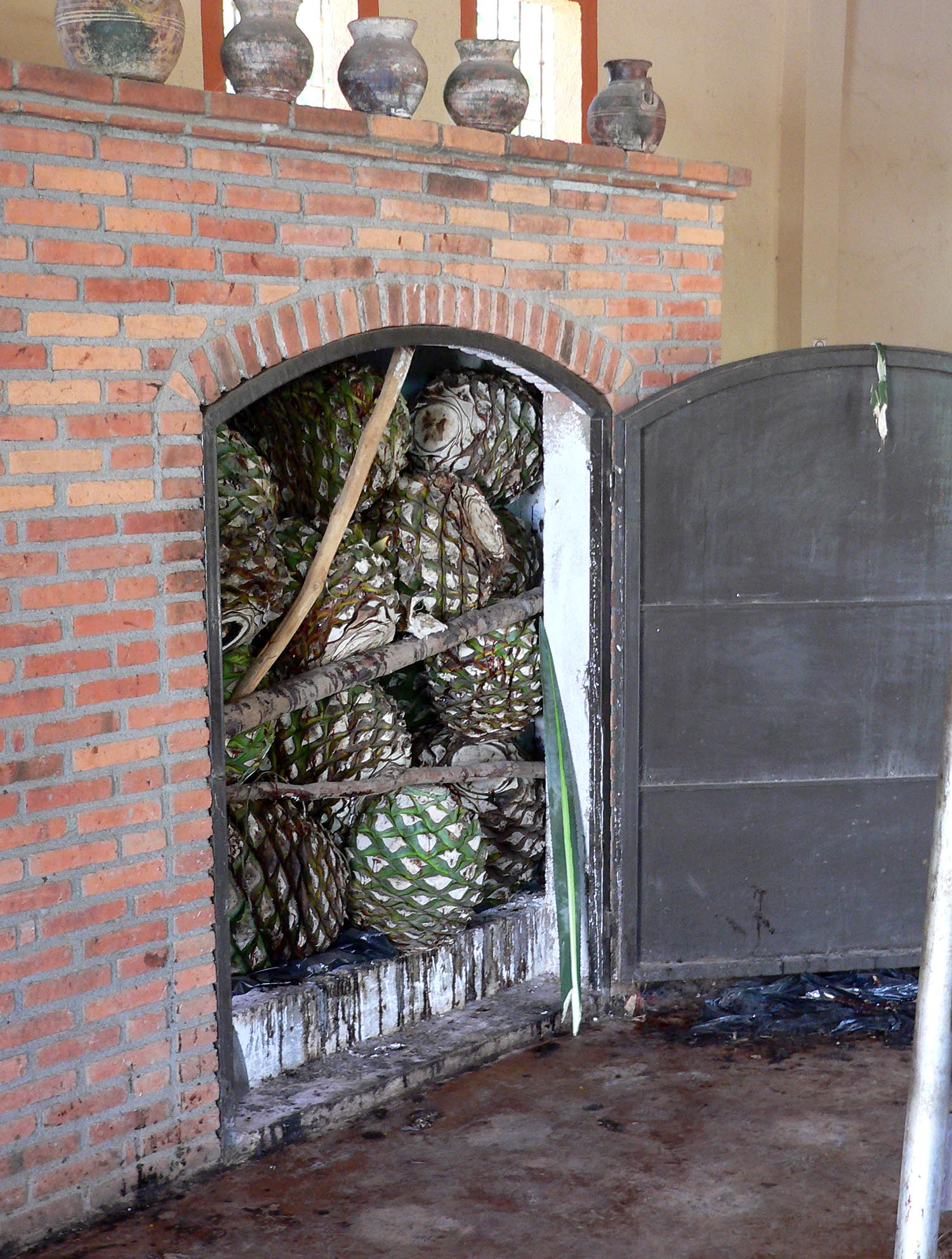
Megtisztított „piñák” sütés előtt.

A tequilát a növény hatalmas ananászra emlékeztető tövéből (spanyolul: piña) készítik, mely általában 36–91 kg. A piñát megtisztítják, megsütik, majd a belőle kinyert cukros levet megerjesztik. Az agávé leve kiegészíthető más terményekkel is, amíg a cefre cukortartalma legalább 51%-ban agávéból származik. Erjedés után lepárolják.

### Jövője bioüzemanyag-forrásként
A kék agávé bioüzemanyag előállítására alkalmas növény. Cukortartalma kellően magas, ráadásul száraz területeken is megél öntözés nélkül, így termesztése nem terheli az amúgy is szűkös vízkészletünket. Mivel mezőgazdasági szempontból egyébként értéktelen területeken is termeszthető, a kukorica bioüzemanyagként való felhasználásának – egyes szakértők által vélelmezett – hatásával ellentétben az agávé ilyen célú termesztése nem drágítja az élelmiszereket.

## Betegségei
Az agávétermelés az 1980-as években ipari méreteket öltött, így különböző járványok terjedtek el, melyeket TMA (tristeza y muerte de agave, „az agávé bánata és halála”), gyűjtőnéven emlegetnek. Ezek főleg Fusarium gombák és Erwinia baktériumok, hatásukat pedig súlyosbítja az agávépopuláción belüli genetikai sokszínűség hiánya.  Gondot okoz még egy ormányosbogár-féle, a Scyphophorus acupunctatus, és a Thielaviopsis paradoxa nevű gomba.
Egy 2004-es tanulmány szerint más kórokozók (Erwinia carotovora, Enterobacter agglomerans, Pseudomonas mendocina és Serratia) is okolhatók a növények rothadásáért.

## Fordítás
- Ez a szócikk részben vagy egészben az Agave tequilana című angol Wikipédia-szócikk fordításán alapul.  Az eredeti cikk szerkesztőit annak laptörténete sorolja fel. Ez a jelzés csupán a megfogalmazás eredetét és a szerzői jogokat jelzi, nem szolgál a cikkben szereplő információk forrásmegjelöléseként.